# Университетский-Татьяна-2
Университетский-Татьяна-2 — космический аппарат (КА) для изучения очень энергичных вспышек, происходящих в верхних слоях атмосферы в ультрафиолетовом диапазоне (транзиентные световые явления). Спутник был изготовлен с участием МГУ и EWHA (Сеул) корпорацией ВНИИЭМ.

## Целевая аппаратура

### Детектор ультрафиолетового и красного излучения
Детектор позволяет регистрировать свечение атмосферы Земли. Работает в ультрафиолетовом и красном диапазонах излучений. Блок состоит из двух фотодетекторов, один из них закрыт фильтром пропускающим излучение с длиной волны 300—400 нм, другой — 600—700 нм. После фильтров излучение попадает в фотоэлектронные умножители, далее полученный электрический сигнал усиливается и попадает на два 10-битовых АЦП с частотой дискретизации 100 кГц. Прибор работает только при прохождении спутником ночной стороны Земли.

### Детектор флуктуаций потока заряженной компоненты
Регистрирует изменения потока заряженных космических частиц на орбите. Представляет собой сцинтилляционную пластину площадью 400 см², вдоль одной из граней расположен световод, собранное им излучение попадает в фотоэлектронный умножитель, а далее на АЦП с разрядностью 10 бит и частотой дискретизации 10 кГц.

### Детектор изображения в ультрафиолетовом диапазоне
Телескоп «Т» регистрирует размер и форму пространственного распределения отдельных вспышек в ультрафиолетовом диапазоне, которые были зарегистрированы детекторами ультрафиолетового излучения и заряженной компоненты. Спектрометр «С» изучает их спектральный состав. Оба этих прибора объединены в единый прибор — MTEL.

### Электронный спектрометр
Измеряет температуру, плотность и электрический потенциал электронной плазмы ионосферы и магнитного поля Земли.

### Микроакселерометр
Измеряет флуктуации гравитационного поля Земли по траектории полёта.

### Экспериментальная БЦВМ
Технологические испытания экспериментальной микро ЭВМ в условиях открытого космоса.

## Запуск
Космический аппарат был запущен 17 сентября 2009 19:55 МСК с космодрома Байконур ракетой-носителем «Союз-2.1б» с разгонным блоком «Фрегат» совместно с группой других космических аппаратов. В 20:04 разгонный блок с космическими аппаратами успешно отделился от 3-й ступени ракеты-носителя. В 20:45 космический аппарат отделился от разгонного блока на расчётной орбите.
Стабилизация положения аппарата в пространстве завершилась за 11 минут. Температурный режим пассивной системы терморегуляции установился за 6 витков. В последующее время была включена и успешно испытана целевая аппаратура спутника.

## Отказ системы ориентации и стабилизации
В феврале 2010 вышла из строя система ориентации и стабилизации спутника из-за чего научную программу пришлось прервать, отключив целевую аппаратуру.

## Результаты работы
Несмотря на то, что спутник проработал 4 месяца вместо 1 года, на нём был получен ряд неожиданных результатов о природе световых транзиентов в верхних слоях атмосферы. Оказалось, что серии последовательных вспышек могут происходить и в безоблачных районах. Распределение вспышек также оказалось необычным: мощные вспышки концентрируются, как и молнии во время гроз, над материками, однако слабые вспышки распределены равномерно над поверхностью Земли.